# Miquel Tortell i Simó
Miquel Tortell i Simó (Muro, 23 de novembre de 1802 – Palma, 11 de gener de 1868) va ser un compositor, organista i sacerdot mallorquí del segle xix. La seva obra destaca per tenir un ampli àmbit de composicions musicals religioses, tant teclístiques com vocals.

## Biografia

### Infància
Miquel Tortell i Simó va néixer a Muro, Mallorca, el 23 de novembre de 1802. Els seus pares eren Francesc Tortell i Rubí i Joana Anna Simó i Noceres. Tortell tenia 2 germans: Jaume i Catalina. Va rebre influències cap a la música ja des de ben petit del seu pare, que era guitarrista i li ensenyà a tocar el guitarró, i del seu germà que tocava el violí. Ens consta l'existència de diverses plaguetes on apareix el nom del pare i dels dos fills com un petit conjunt musical i que són els primers testimonis que es tenen de la pràctica musical de Miquel Tortell (cap als 7 anys).
A l'edat de 8 anys, Tortell anà a estudiar música a Santa Maria del Camí amb el frare felanitxer Pau Nicolau i Julià. Aquí fou on aprengué els vuit tons gregorians i a posar les mans en el teclat de l'orgue, instrument que l'entusiasmava, a pesar de tenir les mans massa petites per poder tocar-lo bé. Però a banda d'això, aconseguí tocar l'orgue oficialment quan l'organista de Sant Marçal morí poc abans del nadal d'aquell any, i li proposaren tocar les Matines allà mateix.

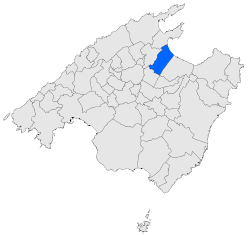
Poble de Muro, Mallorca.

### Carrera
L'any 1816, als 13 anys, retornà a Muro a causa de la mort del seu pare. Allà, a la mort del vell organista del poble, el nomenaren a ell organista de la parròquia.
Ja cap al 1820, a la Capella del Palau Episcopal, va rebre la Clerical Tonsura a títol de suficiència, el que el convertiria en clergue.
A Muro, com a gairebé a totes les parròquies de Mallorca, hi havia el benefici de l'Orgue, fundat pels jurats de la vila el 1614. A la seu, també hi era fundat, i havia quedat vacant el 1821 per la mort del seu darrer beneficiat. Així, es presentaren tres opositors: Mn. Joan Nicolau, organista de l'Església de Santa Eulària de Palma; Mn. Sebastià Parets i Rigo, organista de la parròquia de Sant Miquel; i el reverend Miquel Tortell i Simó, organista de Muro. Se'ls examinà en tres dies consecutius, amb aquestes quatre proves:
-Primer dia:
Primer exercici: tocar una peça de pròpia elecció (Caprici o Sonata).
Segon exercici: Salmòdia. Els vuit tons.
-Segon dia:
Primer exercici: Preguntes sobre cant pla.
Segon exercici: compondre un himne en cant figurat i acompanyament d'orgue.
-Tercer dia:
Primer exercici: Exercicis de baix numerat.
Segon exercici: Executar l'himne compost el dia abans.
Finalment, acceptaren a Tortell, el 1823, per tenir totes les qualitats necessàries per exercir l'ofici. Li entregaren el càrrec, amb tots els seus usos i drets, i amb l'obligació de mantenir la seva esplendor i evitar els possibles perjudicis. Un poc més tard ja, cap al 1827, és quan a la Capella de les monges Caputxines de Palma, era ordenat prevere pel mateix Bisbe de Mallorca, a l'edat de 25 anys. A partir d'aquest moment es preparà tant pel sacerdoci, com per les oposicions a organista de La Seu amb el frare dominicà P. Joan Bautista Aulí i Caldentei.

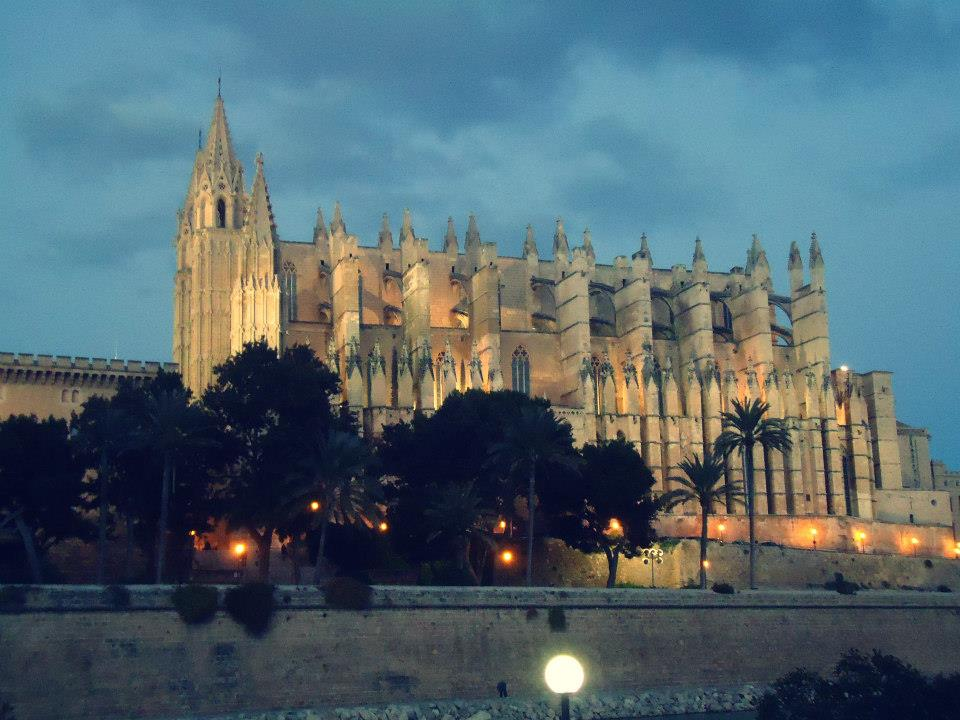
Catedral de Palma.

Des d'aquests anys Tortell es dedicà de ple al sacerdoci (tant a la Seu com a la Parròquia de Santa Eulàlia) i a la música religiosa. També anirà cap al camí de la plenitud humana que lluirà en múltiples aspectes. Un serà la docència musical tant a casa seva, com al santuari de Lluc, com al Col·legi de la Puresa de Maria on es formaven els futurs mestres d'escola. Fins ara es coneixen deu músics consagrats que es tenen per deixebles de Tortell, que són:
-Albertí i Arbona, Mn. Joan (1850-1916).
-Bonnín i Pinya, Mn. Nicolau (1855-1928).
-Canyelles i Jaume, Mn. Pere Josep (1845-1922).
-Capó i Arias, Josep Ignasi (segle XIX-1894).
-Capó i Serra, Joan (1798- 1860).
-Cardell i Tomàs, Mn. Miquel (1855-1946).
-Massot i Beltran, Guillem (1842-1900).
-Mulet i Escarrer, Mn. Joan (1828-1897).
-Torrens i Busquets, Andreu (1845-1927).
-Torres i Trias, Bartomeu (1840-1908).
Es creu que entre els anys 1842 i 1848 Tortell viatjà a Barcelona per assumptes relacionats amb cercar el Sant Olis per a Mallorca, que allà hauria consagrat el Bisbe català, i d'aquesta manera hauria tingut ocasió de posar-se en contacte amb el món musical de Barcelona.
I fou aquí on, amb els diversos viatges que va fer, començà a ser conegut com a gran organista de Mallorca.

### Malaltia final i mort
En els darrers anys de la seva vida Miquel Tortell ja notava una certa dificultat a causa de la seva salut. Ja no podia pujar l'escala de l'orgue, i sens dubte també tenia dificultats per pujar la de casa seva, a causa d'un atac de gota.
L'onze de gener de 1868 Tortell morí d'un altre atac de pneumònia. Fou enterrat al cementiri de Muro, i se celebrà el seu funeral tres dies després, i s'interpretà el Rèquiem de Mozart i els alumnes del seminari li tributaren també exèquies fúnebres.

## Creacions musicals
Estil compositiu
L'estil de Tortell destaca en un principi per tenir les melodies com a eix essencial. S'aprecia una articulació micro-formal que refusa les simetries, configurant una cadena d'esdeveniments diversos en duració i mobilitat. Té frases de complexa gramàtica, i els intervals creen direccionalitat, tensió i ambivalència.
Utilitza acords de setena, disminuïts, alterats i sobreposicions d'acords. Funcions secundàries, napolitanes, moviments sobreposats en cromatisme, moviments paral·lels, salts tessiturals, duplicacions i contrapuntisme imitatiu molt escàs.
En obres vocals, destaca el sil·labisme general, tractament fortament homofònic de les veus, de vegades, canvis de densitat de les veus (reduint el nombre de veus o alternant tuttis amb solos), i discurs intervàl·lic de fàcil execució. En obres a dueto, el moviment entre veus és sovint en paral·lel sense arribar a ser simple.
Quant a la seva pròpia interpretació amb els instruments, trobem que a pesar de tocar molt l'orgue a les esglésies al llarg de la seva vida, també tocava molt el piano, cosa que es demostra amb les moltes de les seves peces escrites que es conserven per a acompanyament de piano. I de fet, Tortell tenia un piano “de taula”, que avui es conserva a la parròquia de Muro.

## Catàleg de la seva obra

### Música instrumental

#### Teclística
- Sonata en Do M.
- Aires de Bolero en Do M.
- Simfonia Adele di Lusignano del Signor Carnicer.
- Pastorel·la núm. 1 en Sol M.
- Pastorel·la núm. 2 en Do M.
- Pastorel·la núm. 3 en Re m.
- Pastorel·la núm. 4 en Re M.
- Preludi núm. 1 en Sol M.
- Preludi núm. 2 en Fa M.
- Preludi núm. 3 en Sib M.
- Preludi núm. 4 en Mi m.
- Preludi núm. 5 en Mi m.
- Preludi núm. 6 (incomplet) en Sib M.
- Preludi núm. 7 en Fa M.
- Preludi núm. 8 en Fa M.
- Preludi núm. 9 en Fa M.
- Preludi núm. 10 en Fa M.
- Ofertori núm. 1 en Re m.
- Ofertori núm. 2 en La m.
- Ofertori núm. 3 en Mi m.
- Ofertori núm. 4 en Do M.
- Ofertori núm. 5 en Fa M.
- Ofertori núm. 6 en La m.
- Polaca núm. 1 en Fa M.
- Polaca núm. 2 en Do M.
- Entrada Pontifical.
- Doce versículos para el tono pascual por Sol con sus terminaciones para el tono octavo.
- Algunos versículos para el tono pascual (4).
- Dos versets en to quart “Tu rex gloriae Christe”.
- Quatre versets “Salum fa...” por do final en Sol.
- Quatre versets 4º tono.
- Kyries (Intr. I 4 versos) en tercer to.
- Kyries (Intr. I 8 versos) en quart to.
- Doce versos sexto tono por sol i final en re.
- Cuatro versículos.
- Salmòdia (per a tots els tons):

```
**1r to Introduc. 5 versos.
**2n i 3r to Introduc. 5versos i final.
**4t to Introduc. i 6 versos.
**5è to Introduc. i 3 versos.
**6è to Introduc. i 5 versos.
**7è to Introduc. 5 versos i final.
**8è to Introduc. 6 versos i final.
```

- Salmòdia per als 8 tons (incomplet):

```
**1er to Entrada i 7 versos.
**2n to- 5 versos.
**3r to -1 vers.
**4t to -7 versos.
**5è to -2 versos.
```

- Salmòdia:

```
**1er to –Introducció -3 versets.
**2n to i 3r to Introducció -5 versets i final.
**4t to -1 verset.
```

- Versos 2n i 3r tons (7).
- Versos 4t to (2).
- Col·lecció de versos (Introducció, 10 versos i final). Sexto tono por sol y final en Re.
- Aubada –Terzettino -3v. i Ac. piano.

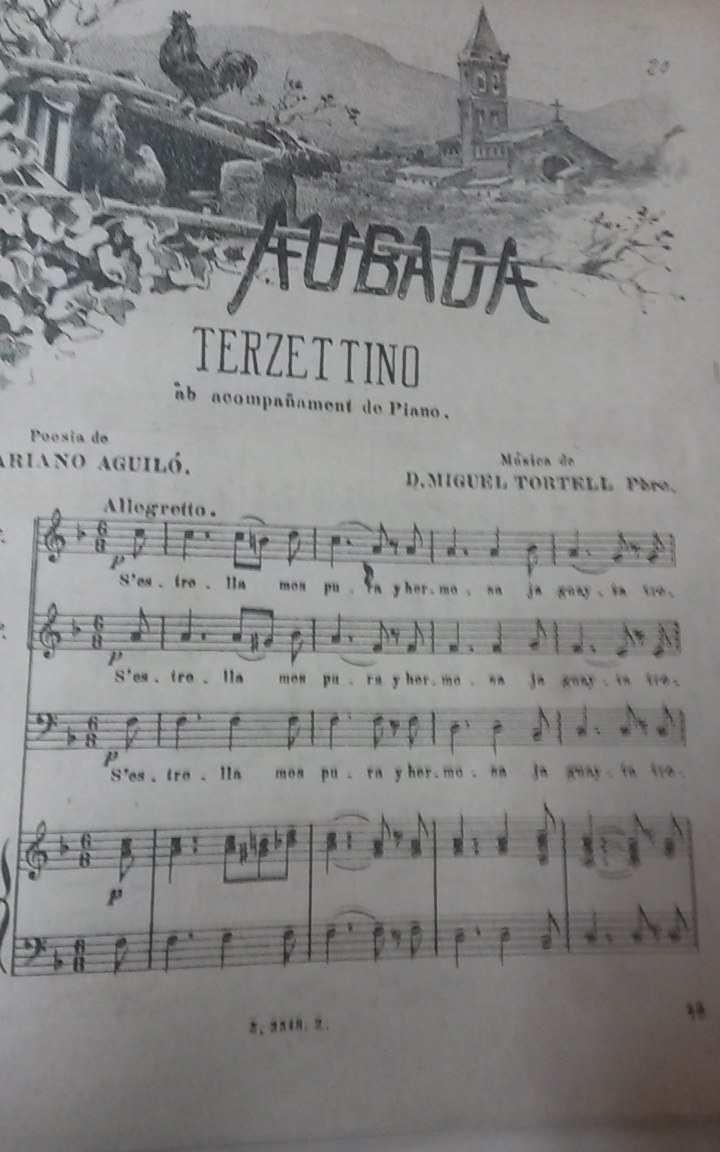
Aubada, Miquel Tortell i Simó

#### Música vocal
- Panades (4v.? –incompleta).
- Canción epitalàmica dedicada al enlace de D. Antonio Planas y Doña Úrsula Ripoll (1840)- 2 tip. i Ac. piano.
- Clamors de les ànimes -4 v.
- El alma que clama -4v. I Ac. Orgue.
- Copla e Imno a la Beata Catalina Thomàs -4 v. I Ac. Orgue.
- Coplas de la Beata Catalina Thomàs -2 v. i Ac. Orgue.
- Coplas a la Virgen de los Dolores (1862) -2v. i Ac. Orgue.
- Coplas al mes de Maria -2v. ?
- Letrilla a la Virgen (1862) -2 v. i Ac- Orgue.
- Cánticos a Santa Catalina Tomás -3 v. –cor unís.- i Ac. Tec (para Valldemossa).
- Salve a la Rosa. Coro a la Virgen -3 v. i Ac. Orgue.
- Goigs a Sant Lluís -1 v. i cor unís.
  - Goig a Sant Julià -3 v. i cor unís i Ac.
- Goig a Sant Sebastià -3 v. i cor unís. i Ac. (mateixa música).
- Gozos a San Francisco -3 v.
- Gozos a Ntra. Señora del Carmelo -3 v. i cor unís. i Ac. Orgue.
- Trisagio en Do M (incomplet)? –Orgue.
- Trisagio -3 v. -?
- Reservacion a duo con Ac.
- Reserva -3v.
- Reservación 4 v. i Orq.
- Himno a ? -3 v. i Ac. –Re M
- Ymno a la Beata Catalina Thomàs -4 v. i Orq. La m.
- Himno a la Beata Catalina ? Fa M.
- Homne Nunc Sanctae nobis Spiritus -2 v. i Ac. Tec. –Fa M.
- Himne de completes, Te lucis ante terminum -1 v. (Cant pla) i Ac. Orgue –Fa M.
- Pange lingua -4 v. i Ac. Piano.
- Veni Creator Spiritus.
- O Salutaris Hostia -4 v.
- Jesu ubi sit gloria ? 1 v. i Ac. Piano.
- Yn nocte Nativitatis añi ad matutinum -1 v. cant pla.
- Sepulto Domino -3 v. i Ac. Orgue –Mi m.
- Jesús font de vida -2 v. i Ac. Orgue –Mi m.
- Aleluia -4 v.
- Letania laureana -4 v. i cor unís. i Ac. Orgue (1859) (Arx: Biblioteca Balear).
- Letania de la Misión -3 v. i cor unís.
- Te Deum (1860) –cor unís. i Ac. Orgue.
- Sacerdos et pontífex -4 v.
- O Salutaris Hostia -4 v.
- Ave Maria -2 v. i Ac. –Sol M.
- Padre nuestro –a duo i baix ad libitum i Ac. Orgue.
- Padre nuestro -2 v. i Ac. Piano –Do M.
- Padre nuestro -3 v. i Ac. Tec. –sib M.
- Padre nuestro -4 v. i Ac. Hrm –Re M/Do M.
- Parenostre -3 v. i Ac. Tec. –Re M/Fa M.
- Padre nuestro -3 v. i Ac. Tec. –Do M.
- Padre nuestro -3 v. i Ac. Tec. –Do M.
- Padre nuestro -3v. i Ac. Tec. –Do M/Sol M.
- Padre nuestro a duo i Ac. Orgue –Fa M/Sol M.
- Padre nuestro -3 v. i Ac. Tec. –Do M.
- Padre nuestro -4 v. i Ac. –Do M.
- Padre nuestro (1833) -4 v. i Ac. Orq. –Sol M.
- Padre nuestro -4 v. i Ac. Orq. –Do M.
- Parenostre -4 v. i Ac. Piano –Sol M. (Arx. Biblioteca Balear).
- Padre nuestro -2 v. i Ac. Tec.
- Padre nuestro -4 v. i Ac. Piano i Harmònium –Sol M.
- Padre nuestro -3 v. –Fa M.
- Padre nuestro de Navidad -3 v. i Ac. Orgue.
- Padre nuestro 4 v. i Ac. Orq. –Re M.
- Padre nuestro -3 v. i Ac. Orq.

### Obres atribuïdes

#### Instrumentals
- Allegro (arranjament de l'Ària Addio del Passato de l'acte III de la Traviata, Verdi).
- Sonata núm. 2 en Sol M.
- Simfonia (de Carles Baguer) – “Ofertori”.

#### Vocals
- Ave Maria per a 3 v. –Sol M.
- Ave Maria per a 4 v. i Ac. Orq. –Do M.
- Ave Maria per a 4 v. i Ac. Orq.
- Padre nuestro a 4 v. i Ac. Orq.
- Encierro a duo.
- Encierro a Santísimo Sacramento a 3.
- Canción para el mes de Maria per a 2 v. i Ac. Tec.
- Coplas a la Purísima Concepción de Maria Santísima a 4 v. i Ac. Tec.
- Coplas a la Purísima Concepción a 2 v. i Ac.
- Dueto a triple i tenor al motet de C. de J. O. Mi alma.
- Gozos a San Vicente de Paul a 2 v. i Ac. Org.
- Kyrie a 4 v. i Ac. Org.

## Catalunya
Es conserven obres seves al Fons de la Catedral-basílica del Sant Esperit de Terrassa (TerC)
- Tedeum per a Cant pla i Org. –Fa M.